# Lemang

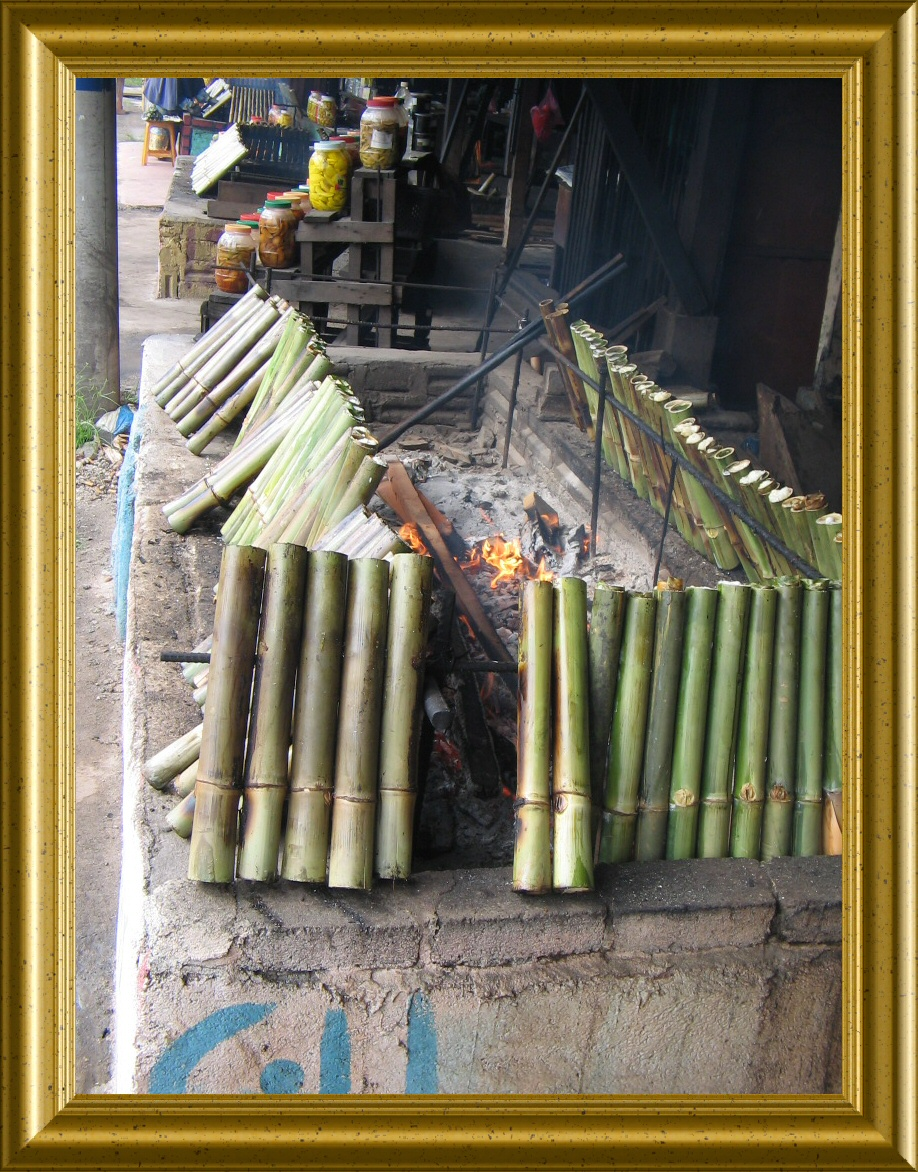
Tillagning av lemang

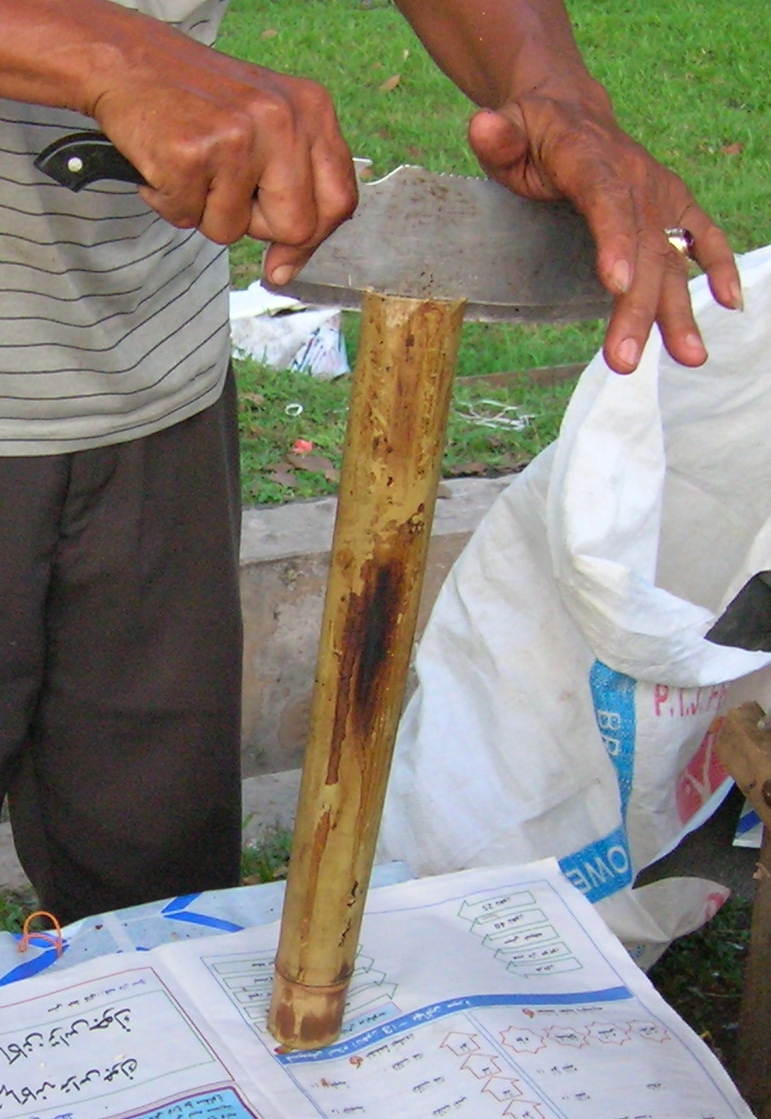
Hur man klyver bamburöret för att komma åt lemang på insidan.

Lemang är en malaysisk specialitet av ris som serveras främst vid högtider som när man bryter fastan efter ramadan (Hari Raya Aidilfitri) eller Hari Raya Haji, men även på gatukök.
Lemang består huvudsakligen av klibbigt ris, som tillagas tillsammans med kokosmjölk i ett urholkat, ca 50 cm långt bamburör. Hålrummet i bambukäppen kläs med bananblad innan de fylls för att förhindra att riset fastnar. Under den tre timmar långa tillagningen över öppen eld, vanligtvis utomhus, måste bambukäppen vändas var 15:e minut. Lemang serveras som cylindriska bitar insvepta i bananblad.
Lemang är populärt i Malaysia, bland malajiska grupper i Indonesien, i menangkabau-kulturen och ibansamhällen (dajaker) på Borneo.